# 星系演化探测器

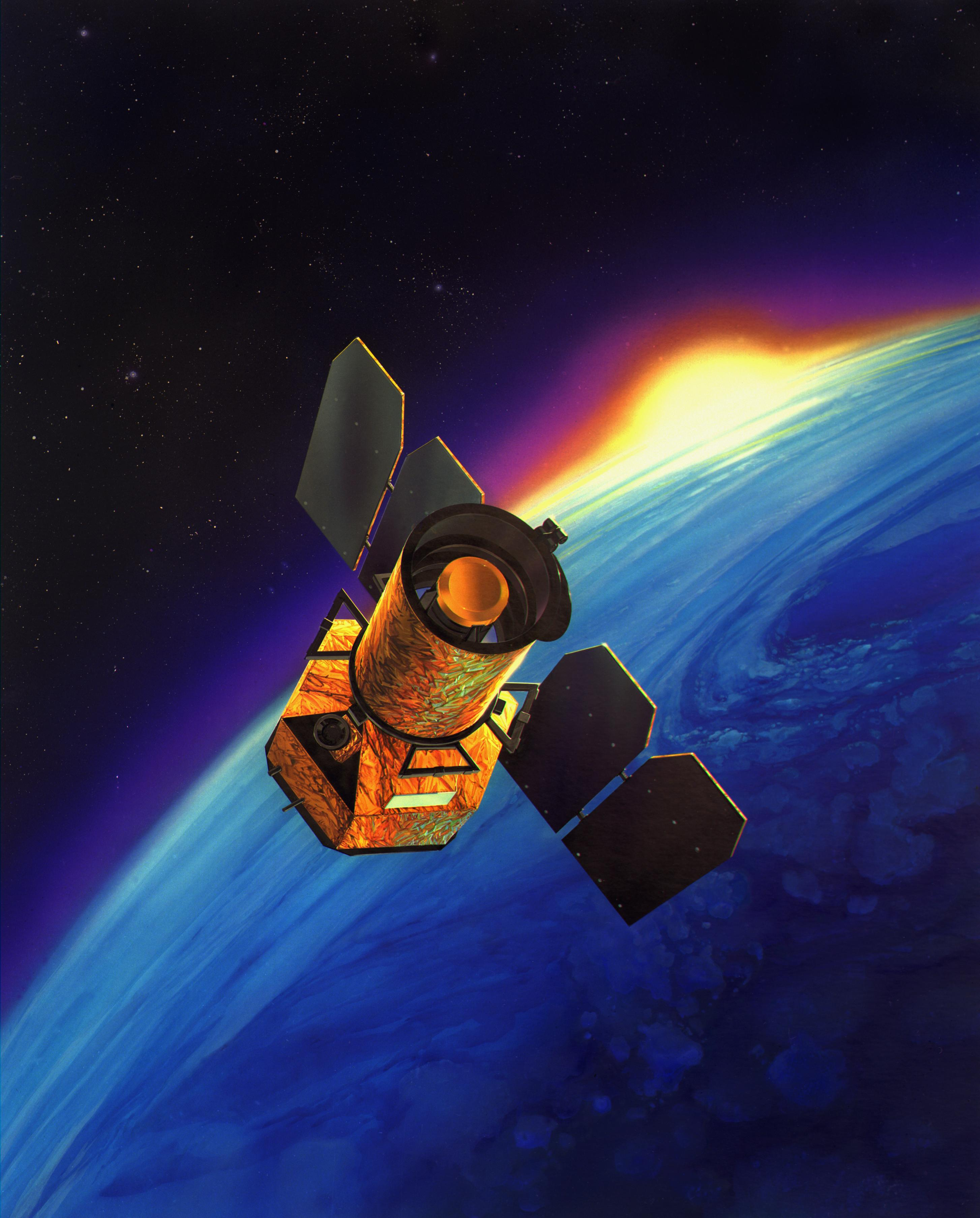
星系演化探测器想像图

星系演化探测器（Galaxy Evolution Explorer，缩写为）是美国宇航局2003年发射的一颗紫外線天文卫星，主要目的是观测星系，特别是那些包含大量年轻恒星、辐射出强烈紫外线的星系，研究它们的形成和演化机制。
2003年4月28日，星系演化探測器使用飞马座火箭发射升空，运行在高度697公里、倾角29度的近圆形轨道上，直径0.5米、焦距3米、重280公斤（620磅）、探测波长135-280nm（远紫外线）。
星系演化探测器耗资1.03亿美元，计划寿命为28个月，后延长至29个月。2013年6月28日，NASA停止使用星系演化探測器。預計星系演化探測器將在軌道上停留至少至2068年，然後重新進入大氣層。
它观测从今回溯至大爆炸后80%时间（即最近100亿年）内的紫外线数据，确定星系和地球的距离，及各星系内恒星形成的规模。
除美国宇航局喷气推进实验室外，加州理工学院、加州大学伯克利分校、约翰霍普金斯大学、韩国的延世大学、法国马赛天体物理实验室等大学和机构也参与了这颗卫星的研制。

## 探測成果範例

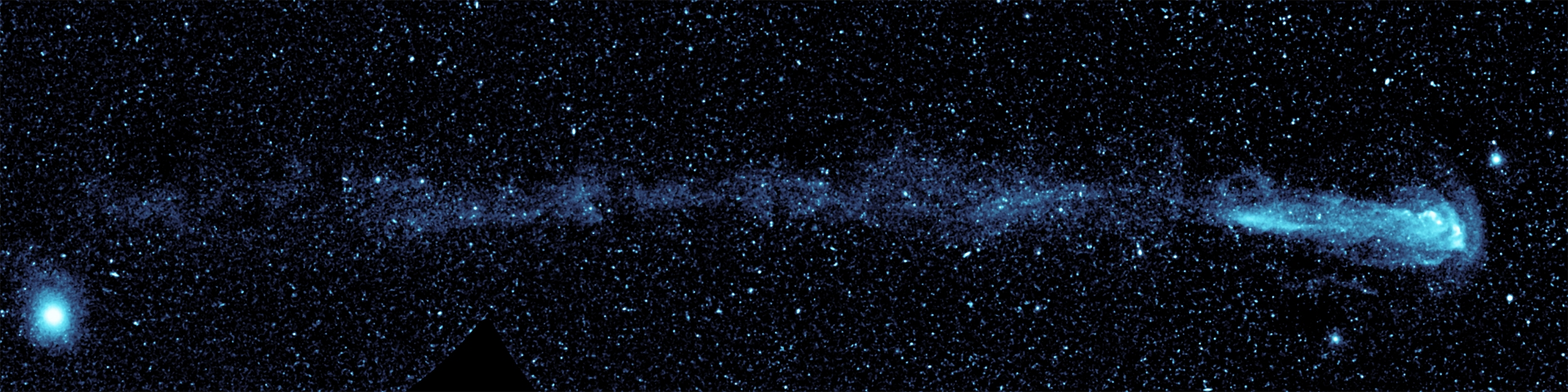
蒭藁增二弓形震波狀及氫氣尾巴紫外線攝像.

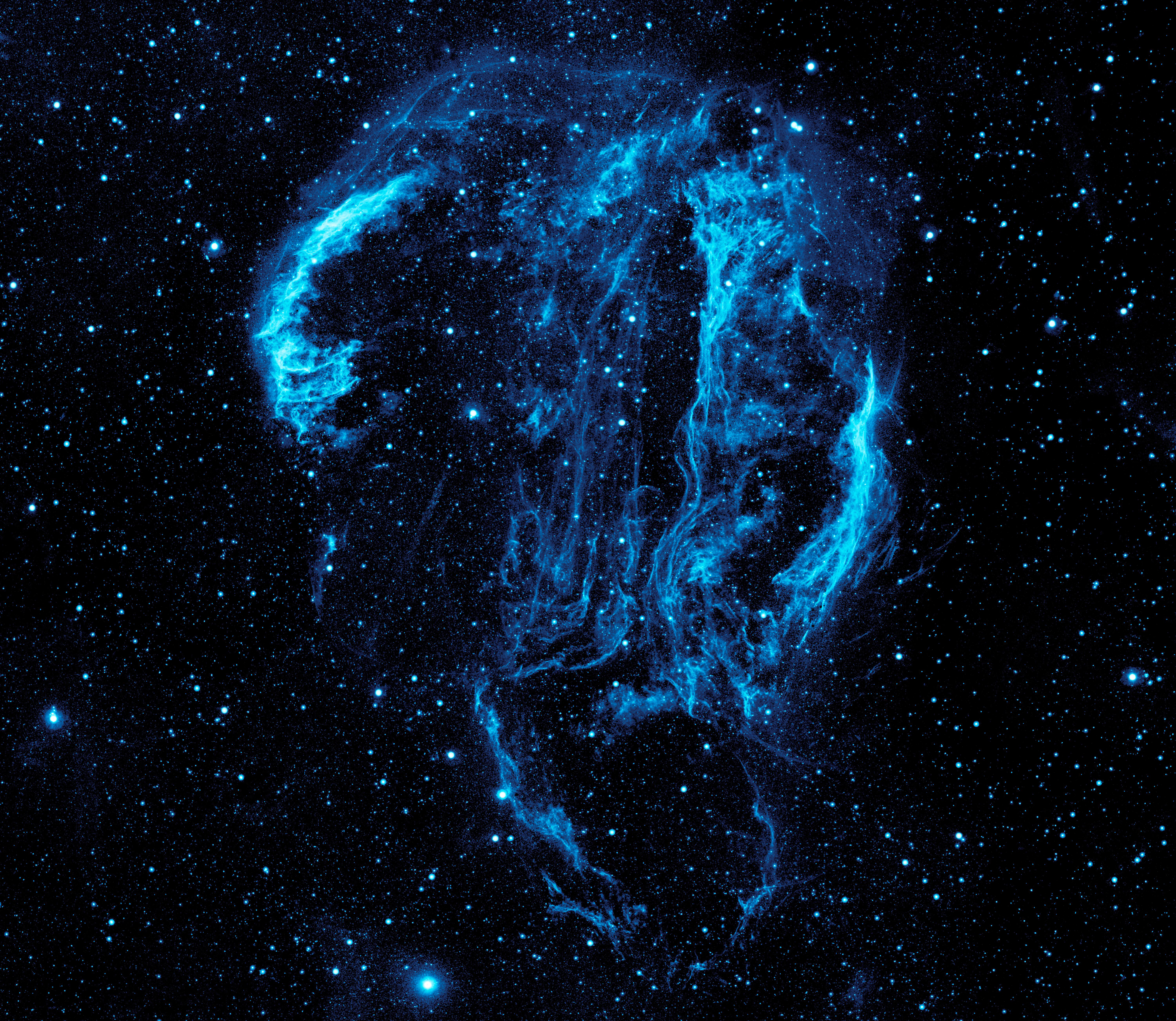
天鵝圈的紫外線攝像

## 發射階段
- GALEX於發射前的測試
- GALEX正被裝進飞马座火箭
- GALEX的飞马座火箭正被組裝進觀星者號飛機
- GALEX裝於機腹的洛克希德·马丁觀星者號起飛當中